# Communauté de communes du canton de Chalamont
La communauté de communes du canton de Chalamont est une ancienne communauté de communes située dans l'Ain et regroupant huit communes.  Elle a été dissoute le 1er janvier 2017 à la suite de sa fusion avec la Communauté de communes Chalaronne Centre et la Communauté de communes Centre Dombes pour former la Communauté de communes de la Dombes.

## Historique
- 12 décembre 1994 : création
- 30 septembre 1995 : traitement des ordures ménagères
- 30 septembre 1995 : travaux de voirie sur les voies communales (investissements, grosses réparations, gros entretien et création de fossés)
- 27 juin 1996 : collecte et traitement des ordures ménagères
- 24 décembre 1996 : reprise de la compétence
- 5 novembre 1998 : participation à l'élaboration et conclusion du contrat global de développement avec la région Rhône-Alpes
- 6 mai 1999 : travaux de voirie pour la sécurité et pour le ralentissement des véhicules ; nouveaux travaux d'aménagement de modification de lieux dans village ; travaux de parc stationnement pour la desserte des lieux publics et travaux aménagement et élargissement des entrées des lots importants)
- 24 mars 2003 : réhabilitation des décharges fermées réglementairement
- 16 janvier 2006 : compétence action sociale d'intérêt communautaire (projet éducatif local à l'intention des enfants et des jeunes)
- 15 janvier 2007 : modification des compétences
- 1er janvier 2017 : disparition à la suite de la fusion avec la communauté de communes Chalaronne Centre et la communauté de communes Centre Dombes pour former la communauté de communes de la Dombes[2].

## Territoire
| Nom                    | Code Insee | Gentilé       | Superficie (km2) | Population (dernière pop. légale) | Densité (hab./km2) |
| ---------------------- | ---------- | ------------- | ---------------- | --------------------------------- | ------------------ |
| Chalamont (siège)      | 01074      | Chalamontais  | 32,88            | 2 408 (2014)                      | 73                 |
| Châtenay               | 01090      | Chatenois     | 14,95            | 332 (2014)                        | 22                 |
| Châtillon-la-Palud     | 01092      | Chatillonnais | 14,01            | 1 568 (2014)                      | 112                |
| Crans                  | 01129      |               | 13,23            | 266 (2014)                        | 20                 |
| Le Plantay             | 01299      | Plantaysiens  | 19,96            | 530 (2014)                        | 27                 |
| Saint-Nizier-le-Désert | 01381      |               | 24,96            | 909 (2014)                        | 36                 |
| Versailleux            | 01434      | Versaillois   | 18,77            | 397 (2014)                        | 21                 |
| Villette-sur-Ain       | 01449      | Villetois     | 19,38            | 704 (2014)                        | 36                 |

## Compétences
- Collecte des déchets des ménages et déchets assimilés
- Traitement des déchets des ménages et déchets assimilés
- Protection et mise en valeur de l'environnement
- Action sociale
- Création, aménagement, entretien et gestion de zone d'activités industrielle, commerciale, tertiaire, artisanale ou touristique
- Action de développement économique (Soutien des activités industrielles, commerciales ou de l'emploi, soutien des activités agricoles et forestières...)
- Tourisme
- Construction ou aménagement, entretien, gestion d'équipements ou d'établissements culturels, socioculturels, socioéducatifs, sportifs
- Activités culturelles ou socioculturelles
- Création et réalisation de zone d'aménagement concerté (ZAC)
- Création, aménagement, entretien de la voirie
- Programme local de l'habitat
- Autres